# Političko djelovanje Srpske pravoslavne Crkve
Političko djelovanje Srpske pravoslavne crkve podrazumijeva ideološke koncepcije koje Srpska pravoslavna crkva zastupa i političke akcije koje provodi u javnom životu.
Posljednjih godina, političko djelovanje SPC izaziva brojne kontroverze u javnosti zbog promidžbe klerikalizma, nacionalizma i monarhije, kao i zbog protivljenja europskim integracijama, pravima žena. Neki od njih smatraju da u Srbiji danas Srpska pravoslavna crkva ima onu ulogu koju je pod Titom imao Savez komunista. Područje djelovanja Srpske pravoslavne crkve, pored Srbije, obuhvaća i Makedoniju, Crnu Goru, BiH i Hrvatsku.
Analitičari govore o dubokoj klerikalizaciji Republike Srbije i njenom kretanju u pravcu spajanja vjere i države.
Političko djelovanje Srpske pravoslavne crkve je na udaru kritičara koji napominju da bi Crkva trebalo biti "nešto više kršćanska, a malo manje politička institucija". Sociolozi religije podsjećaju da se zbog srastanja SPC i države zaboravlja da je misija Crkve evangelizacija, a ne klerikalizacija i da je Crkva spasenjska ustanova a ne politička organizacija.

## Ideologija
Idelogija Srpske pravoslavne crkve se temelji na kosovskom mitu i svetosavskom nacionalizmu, koji ima obilježje kulta nacije.
Crkveni autori zastupaju teoriju da se čitav svijet, pod okriljem Antikrista, ujedinio protiv Srba, koji jedini čuvaju vjeru u pravog boga. Europske integracije se tumače u kontekstu židovsko-masonske zavjere, a sve nedaće koje su zadesile srpski narod se tumače time što su Srbi jedini sljedbenici pravoga Boga. Ponekad se uz Srbe navode i Rusi kao glavni protivnici Antikrista.
Po pitanju društvenog uređenja, politička idelogija Srpske pravoslavne crkve se oslanja na tradicionalistička načela: „pravoslavlje-samodržavlje-sabornost”, odnosno „bog na nebu-kralj na zemlji-domaćin u kući”. Suština ideološkog programa SPC sadržana je u tezi da snažna srpska država u simbiozi sa snažnom pravoslavnom crkvom trebaju zajednički predvoditi jedno, u svakom pogledu homogeno, srpsko društvo. Povjesničar Petar Atanacković smatra da Srpska pravoslavna crkva „očito teži postizanju jednog staleškog poretka“, koji je postojao u srednjem vijeku, ali koji je izgubljen i koji stoga treba oživjeti. SPC je tijekom ratova za raspad Jugoslavije podržavala stvaranje Velike Srbije.
U Srbiji se propagira shvaćanje da je opasno sve što nije Srpska pravoslavna crkva, što je posebno usmjereno prema manjim vjerskim zajednicama koje nazivaju "sektama" i predstavljaju ih kao problem srpskog društva.

## Povijest

### Kraljevina Jugoslavija
Neposredno po proglašenju Kraljevine Srba, Hrvata i Slovenaca 1918. dekretom kralja Aleksandra su sve pokrajinske pravoslavne crkve stavljene pod nadležnost SPC. Tada je ukinuta autokefalna Crnogorska pravoslavna crkva a njena imovina je pripala Srpskoj pravoslavoj crkvi. 19. rujna 1919. godine Carigradska patrijaršija je za 800.000 franaka ustupila nadležnost nad pravoslavnim vjernicima Makedonije Srpskoj pravoslavnoj crkvi.
Krajem 1930-ih godina, usporedno s usponom fašizma u Europi, unutar Srpske pravoslavne crkve se rađa ekstremno desna ideologija svetosavskog nacionalizma. Izrazom  svetosavlje je naglašavan etnički srpski karakter, nasuprot univerzalnom karakteru kršćanske crkve. Glavni ideolog svetosavskog nacionalizma je Nikolaj Velimirović (1880. – 1956.), episkop SPC, čiji politički stavovi do danas izazivaju podijeljenost javnosti. Velimirović je zastupao tzv. kršćanski nacionalizam. U svom predavanju pod naslovom „Nacionalizam Svetog Save“ na Kolarčevom narodnom sveučilištu u Beogradu 1937. godine on je iznio kontroverznu tvrdnju da su pokušaji Adolfa Hitlera o njemačkoj nacionalnoj crkvi slične zamislima Svetog Save o narodnoj vjeri i crkvi:
Velimirović nakon toga zaključuje da je Srbima taj posao svršio Sveti Sava još prije 700 godina, i „otuda je nacionalizam srpski, kao stvarnost, najstariji u Europi“. Nikolaj Velimirović je propagirao odbacivanje "svih stranih običaja i površnih zapadnih tradicija", uključujući demokraciju, jednakost, individualizam, vjersku snošljivost i druge vrijednosti modernizma i prosvijećenosti. On smatra da je arijevskoj rasi sudbina dodijelila ulogu biti glavni nositelj kršćanstva u svijetu.
Izrazito antikomunističko, pa čak i profašističko opredjeljenje ove ideologije je nastalo dijelom pod utjecajem Ruske zagranične crkve (osnovane 1921. u Srijemskim Karlovcima) i pripadnika ruske monarhističke bijele emigracije koji su nakon Oktobarske revolucije i Ruskog građanskog rata izbjegli u Kraljevinu Jugoslaviju.

### Drugi svjetski rat

#### SPC i četnici
Četnici su tijekom Drugog svjetskog rata imali značajnu podršku Srpske pravoslavne crkve. Veći dio svećenstva i skoro čitav episkopat Srpske pravoslavne crkve surađivao je za vrijeme rata s organizacijom Draže Mihajlovića. Cilj četnika je bio restauracija monarhije Karađorđevića i stvaranje Velike Srbije. Đuro Đurović, generalni sekretar četničkog Centralnog nacionalnog komiteta, je tijekom svog suđenja 1945. svjedočio da je "3/4 pravoslavnog svećenstva podržavalo pokret Draže Mihailovića". Tijekom rata u Jugoslaviji su čak neki pravoslavni svećenici postali četnički zapovjednici, kao npr. Momčilo Đujić i Savo Božić. Joanikije Lipovac, crnogorsko-primorski mitropolit SPC, je za vrijeme Drugog svjetskog rata surađivao je s talijanskim i njemačkim okupatorom i podržavao aktivno četnički pokret.

#### SPC i ljotićevci
Pod ideološkim utjecajima episkopa Nikolaja Velimirovića, Dimitrije Ljotić je osnovao svoj fašistički pokret Zbor čija su glavna načela bila: anti-komunizam, borba protiv „židovske zavjere“ i zalaganje za staleško uređenje države. Ovaj pokret je nakon njemačke okupacije Srbije 1941. godine stavljen u službu nacističkog režima. Tijekom vojne uprave u Srbiji (1941-44), antisemitizam je postao jedna vrsta "kulturološkog rodnog pojma" u koji su, između ostalog, svrstavani komunizam,demokracija, liberalizam, kapitalizam i ostalo. U svojoj knjizi „Kroz tamnički prozor“, napisanoj 1944. godine u logoru Dachau, Velimirović za izbijanje Drugog svjetskog rata optužuje gotovo sve suvremene ideologije Europe, osim fašizma, čiji izum pripisuje Židovima, odnosno „njihovom ocu vragu“:
Zbog ovog i drugih tekstova, mnogi autori smatraju Nikolaja Velimorovića za bitnog ideologa srpskog antisemitizma.
Nikolaj Velimirović je u nadgrobnoj besjedi Dimitriju Ljotiću 1945. istakao da je on bio veliki „kršćanski državnik“ i da sada „pripada nebeskoj Srbiji“. Po okončanju fašističke okupacije i uspostavljanju nove komunističke vlasti, Nikolaj Velimirović je, zbog bliskosti s Dimitrijem Ljotićem i povezanosti s političkom organizacijom Zbor, izbjegao iz zemlje. Umire u egzilu.

### Razdoblje SFRJ
Nakon drugog svjetskog rata Jugoslavija je postala republika i izvršena je dosljedna sekularizacija društva. Srpska pravoslavna crkva je u razdoblju SFRJ bila odvojena od države i predstavljala je vjersku ustanovu bez političkog autoriteta. U SFR Jugoslaviji Nikolaj Velimirović je smatran suradnikom fašista i izdajnikom. Poslije rata, dobar dio svećenstva i episkopa SPC zauzeli su neprijateljski stav prema novoj Jugoslaviji. Naročito je bila izražena veza jednog dijela pravoslavnog svećenstva s četničkom emigracijom.

#### Sljedbenici Justina Popovića - Justinovci
U razadoblju Jugoslavije SPC je razvijala određene aspekte ideologije svetosavskog nacionalizma, posebno njen anti-ekumenski karakter, u čemu su prednjačili Justin Popović i njegovi učenici.
Kao duhovni sinovi, učenici i sljedbenici Justina Popovića smatraju se 4 redovnika (monaha) koje je on sam zaredio, a koji su svi kasnije postali episkopi i vrlo utjecajni teolozi i klerici SPC-a te se smatraju jastrebovima Srpske Pravoslavne Crkve, to su potonji: Mitropolit Crnogorsko-primorski Amfilohije Radović, Episkop Zahumsko - hercegovački Atanasije Jeftić, Episkop Raško - prizrenski Artemije Radosavljević te jedini danas medju živima, Episkop Bački Irinej Bulović. Takodjer, učenikom Justina Popovića smatrao se i vrlo utjecajni arhimandrit Jovan Radosavljević.

#### Razdoblje nakon Titove smrti
Ubrzo nakon Titove smrti, 1982. godine je grupa svećenika s Uba optužila crkvu da je režimska i tražila izlazak iz pasivizacije, na što im je patrijarh German Đorić odgovorio: “Srpska pravoslavna crkva se u socijalističkoj Jugoslaviji drži reda i poretka”. Ovakvi zahtjevi su unutar pravoslavnih struktura postajali sve učestaliji. U iste godine 21 svećenik, među kojima i tri najuglednija teologa monaha, Atanasije Jeftić, Irinej Bulović i Amfilohije Radović, uputili su „Apel“ najvišim državnim organima Srbije i Federacije, tražeći zaštitu Srba na Kosovu. Nakon toga je grupa episkopa iz SPC-a govorila o Kosovu u američkom Kongresu i State Departmentu tražeći američku intervenciju. Upućivanje peticija i oglašavanje u medijima u to vrijeme je bila nova pojava unutar pravoslavne crkve.
Krajem 1983. Atanasije Jeftić u časopisu „Pravoslavlje“ objavljuje feljton „Od Kosova do Jadovna“ u kojem naglašava stradanje srpskog naroda u raznim dijelovima Jugoslavije. Jeftić je bio na čelu konzervativne oporbe unutar SPC-a koja je zagovarala ključnu ulogu crkve u rješavanju srpskog nacionalnog pitanja.
Sredinom 1980-ih godina, započinje proces rehabilitacije Nikolaja Velimirovića u Šabačko-valjevskoj eparhiji, gdje je kao episkop služio Jovan Velimirović, njegov sinovac.
1987. godine Crkva počinje pripreme za proslavu 600 godina Kosovske bitke. Mošti kneza Lazara se nose kroz eparhije, a u poslanici izdatoj tim povodom počinje se promovirati izraz “Nebeska Srbija”. Iste godine sarajevski svećenik Dragomir Ubiparipović objavljuje tekst o “Kulturnom i vjerskom genocidu nad Srbima Sarajeva”, koji se ogledao i u tome što su u nekim dnevnim listovima “odbijali objavljivanje smrtovnica ćirilicom”. Crkveni tisak je pozdravljao aktivnosti srpskog rukovodstva na čelu s Miloševićem (ukidanje autonomije Kosovu i Vojvodini) i objavljivala napise o muslimanima kao “Muhamedovom đavoljem sjemenu”. Sociolog religije Mirko Đorđević smatra da je Srpska pravoslavna crkva odigrala prvorazrednu ulogu u dovođenju Miloševića na vlast, svojom ideološkom logistikom, kojom je zamijenjena nekadašnja komunistička retorika. Tijekom Miloševićevog govora na Gazimestanu, vijorili su se zajedno crkveni barjaci s križem i komunistički sa srpom i čekićem.
U prosincu 1990. na izvanrednom zasjedanju Sabora SPC, patrijarha Germana zbog bolesti zamjenjuje episkop raško-prizrenski Pavle. Od tada, crkva se sve više bavi politikom. Tijekom prvih višestranačkih izbora u BiH, crkvena glasila neprestano govore o žrtvama genocida, vađenju kostiju i njihovom ponovnom sahranjivanju. Radovan Karadžić i Nikola Koljević silazak u jame koriste kao svojevrstan politički marketing, a na izbore izlaze uz blagoslov crkve. Uoči jugoslavenske krize, na političkim skupovima su svećenici SPC sjedili u prvim redovima pored političara smatrajući da su u javnom životu naposljetku dobili "ulogu koju zaslužuju". U Sarajevu, crkvene manifestacije su služile za promociju čelnika SDS-a. Radovan Karadžić je povodom toga izjavio: “Svećenici su nas ponekad zbunjivali ukazanom pažnjom. Govorili su da nas je sami Bog poslao spasiti srpski rod”.

### Razdoblje raspada Jugoslavije
Početkom jugoslovenske krize, Srpska pravoslavna crkva dobiva sve veći prostor na političkoj sceni u Srbiji. Na izvanrednom zasjedanju Svetog arhijerejskog sabora u siječnju 1991. odlučeno je da se bez Crkve ne mogu donositi nikakve političke odluke koje se tiču Srba:
Tijekom raspada SFRJ 1990-ih godina mnogi sudionici ratova su se pozivali na Srpsku pravoslavnu crkvu, tražili podršku Srpske pravoslavne crkve i često je dobivali. Među njima su bili mnogi srpski političari, vojnici, vojni zapovjednici, uključujući i zapovjednike paravojnih formacija, novinari, pjesnici, pisci, itd. S druge strane, mnogi predstavnici SPC su javno podržavali srpske vojne i paravojne formacije. Trijada svetosavskog nacionalizma - bog na nebu, kralj u državi, domaćin u porodici - postaje jako učestala u govorima nacionalističkih prvaka. U to vrijeme, svetosavski nacionalizam postaje dominantna struja unutar crkve. Kao glasnogovornike nacionalizma unutar Crkve 1990-ih godina, kritičari navode sljedeća četiri episkopa: Amfilohija Radovića, Artemija Radosavljevića, Atanasija Jevtića i Irineja Bulovića. Atanasije Jeftić i Amfilohije Radović su javno tražili spajanje svih srpskih krajeva u "Ujedinjene srpske zemlje". Nacionalistička struja u Srpskoj pravoslavnoj crkvi je smatrala Velimirovićevu rehabilitaciju načinom da se srpsko nacionalno biće „pročisti od sablasti komunizma“. Mošti vladike Nikolaja prenesene su u Srbiju u svibnju 1991. godine, u danima kada je otpočinjao rat na teritorijui bivše Jugoslavije.
Iako se srpski patrijarh Pavle otvoreno izjašnjavao protiv nacionalizma, nije mogao zaustaviti episkope u ratnim vremenima. Suočavajući se sa zahuktalim nacionalizmom, srpski patrijarh je apelirao: „Budimo ljudi, iako smo Srbi“. Međutim, i sam srpski patrijarh je bio izložen kritikama zbog svoje uloge u ratovima za raspad Jugoslavije. Pavle je u svom pismu 1991. godine tijekom rata u Hrvatskoj izjavio:"Srbi ne mogu da žive sa Hrvatima ni u kakvoj državi. Ni u kakvoj Hrvatskoj". Kratko vrijeme potom Sveti Arhijerejski Sabor Srpske pravoslavne crkve donosi u siječnju 1992. godine odluku da ne priznaje granice između jugoslavenskih republika.
Tadašnji arhimandrit Filaret je javno pozivao na rat putem medija i išao na ratom zahvaćene prostore hrabreći srpske dobrovoljce. Njegova slika u mantiji s puškomitraljezom isred tenka, koja je obišla svijet, do danas izaziva žestoke kritike. Filaret je kasnije unaprijeđen u episkopa eparhije mileševske. 
Za vrijeme Domovinskog rata, gornjokarlovački Episkop SPC Nikanor je osuđivao one mirotvorce koji bi htjeli miriti Srbe i Hrvate, "te vjekovne neprijatelje". Mitropolit crnogorsko-primorski Amfilohije Radović je bio umiješan u ratna zbivanja na dubrovačkom ratištu. On je u jesen 1991. obilazio crnogorsku vojsku koja je vršila opsadu Dubrovnika i dijelio im križiće i ikonice. U studenom 1991. godine Amfilohije je epskom pjesmom "Mojkovačka bitka" izvođenom uz gusle hrabrio rezerviste podgoričke brigade „Veljko Vlahović“ na dubrovačkom ratištu. Amfilohije Radović je na Petrovdan 12. srpnja 1991. godine u cetinjskom manastiru primio Željka Ražnatovića Arkana, vođu srpske paravojne formacije „Tigrovi“, koji je sa svojom jedinicom pušten u manastir pod punim naoružanjem. Nakon pada Vukovara 18. novembra 1991. 'Pravoslavlje' je objavilo da djeca Vukovara dišu radošću i srećom jer su oslobođena. Dalmatinski episkop Longin je blagoslovio srpske vojne i paravojne jedinice u Hrvatskoj. Kada je prvi put potpisano primirje u Hrvatskoj, episkopi SPC su objavili da nijedna vlada u ime srpskog naroda nema pravo potpisivati nikakva primirja bez blagoslova svoje crkve.
Tijekom rata u Bosni i Hercegovini zvorničko-tuzlanski episkop Vasilije Kačavenda je u Bijeljini držao ratnohuškačke govore i javno podržavao politiku Radovana Karadžića. Ovaj episkop SPC je također poznat po blagosljivljanju mladića za odlazak u rat. Kada je predsjednik SR Jugoslavije Dobrica Ćosić zamolio hercegovačkog episkopa Atanasija da ga obavijesti ima li na terenu njegove eparhije nekih zločina koje čine srpske trupe, ovaj je odgovorio da je on vladika srpskom pravoslavnom narodu, a ne nekim tamo muslimanima ili nekim drugim i da on brine o svome narodu koji je žrtva i paćenik. Na osnovu ovoga analitičar Pavle Rak zaključuje da je Atanasije Jeftić kao plemenski vođa brinuo o ratnom uspjehu svoga plemena, a ne kao episkop o dušama svoje pastve, jer ga nije zanimalo čine li ti ljudi zločine ili ih ne čine. Odnosi rukovodstva SPC i RS su bili veoma bliski, vjeronauk je tamo uvedena u škole, episkopi su nazočili zasjedanjima Parlamenta, savjetovani su prilikom svih važnijih odluka, a sam Radovan Karadžić je izjavljivao kako se za svaku svoju odluku mora posavjetovati s episkopima ili patrijarhom.
Crkva se okreće od Miloševića nakon što on prestaje podržavati BiH Srbe. Tijekom '93 i '94. Crkva veliča ratno rukovodstvo bosanskih Srba, naglašavajući da Radovan Karadžić i Biljana Plavšić idu "svetolazarskim putem". U poodmaklim godinama rata u BiH, kada su već neki poslanici Republike Srpske bili spremni na kompromise, srpska crkva je zastupala militantniji stav, suprotstavljajući se raznim mirovnim prijedlozima, kao što je Vance-Owenov plan iz 1993. godine, a zatim plan Kontakt grupe iz 1994. godine, i inzistirajući da nema uzmaka sa zaposjednute teritorije. Na teritoriji Republike Srpske porušene su gotovo sve džamije (ukupno 1.186) i veliki broj katoličkih crkvi (preko 500), što crkva nije osudila. Neki svećenici, poput episkopa Vasilija Kačavende, su čak optuženi za silovanje bosanskih žena i djevojčica.
Povodom Daytonskog sporazuma Slobodan Milošević je tražio da patrijarh odobri ovlasti koju su mu BiH Srbi dali u vezi s pregovorima. Patrijarh je to potpisao, ali je Sinod već u jesen 1995. odlučio da je taj potpis nevažeći. 1996. godine episkop Amfilohije Radović je uredio zbornik Jagnje Božje i zvijer iz bezdana, u kome se izlaže pravoslavna filozofija rata. Knjiga sadrži doprinose mnogih srpskih svećenika i znanstvenika, među kojima je i Radovan Karadžić. Ovaj zbornik prvenstveno služi za opravdanje srpskog rata u BiH i da posluži kao "filozofska" oporba anti-ratnoj literaturi objavljenoj u Jugoslaviji. 1997. godine srpski patrijarh Pavle je potpisao deklaraciju za obustavljanje postupka Haškog tribunala protiv Radovana Karadžića.
1998. godine kriza na Kosovu se razbuktavala. Jedan od monaha iz raško-prizrenske eparhije, Sava Janjić je progovorio o stradanjima Albancima na Kosovu, što je bio prvi put da neki pripadnik Srpske pravoslavne crkve pokaže brigu za položaj Albanaca.

### Suvremeno razdoblje
Nakon petolistopadskih promjena 2000. godine, u Srbiji dolazi do jačanja klerikalizma. U studenom 2000. godine Arhijerejski sabor zahtijeva da se vjeronauk uvede kao redovni predmet u državne škole, a predstavnici Kancelarije za vjeronauk pri srpskoj patrijaršiji su prioćili da bi „država morala pravoslavlje proglasiti državnom religijom, odnosno, da se Srbije treba odrediti kao pravoslavna država“. Crkva je također tražila ukidanje republike i obnovu monarhije. Crkva je tada izradila i Prijedlog načertanija za XXI stoljeće (vidi: Načertanije), čije su osnovne smjernice:
Krajem 2000. godine odobravava se nazočnost svećenika u vojnim institucijama. Godine 2001. je vjeronauk uvedena u državne škole kao izborni predmet.
30. lipnja 2001. je silom prekinuta Gej parada u Beogradu, čije su sudionike napali huligani i nacionalisti, uz nazočnost i poticaj svećenika Srpske pravoslavne crkve. Crkva u Srbiji se protivi pravima homoseksualaca, zalaže se za povećanje nataliteta i zabranu abortusa. 
U ožujku 2003. u posmrtnom govoru na odru Zorana Đinđića Amfilohije Radović izjavljuje da je Đinđić „u momentu najvećeg poniženja svog naroda, na obrenovićevski način pružio ruku pomirenja Europi i svijetu“, što kritičari ocenjuju kao šamar u lice srpskoj demokratskoj javnosti. 19. svibnja 2003. godine Sveti arhijerejski sabor Srpske pravoslavne crkve kanonizira Nikolaja Velimirovića za sveca, čime je okrunjen proces njegove rehabilitacije i sakralizacije.  U svibnju 2003. na saboru Srpske pravoslavne omladine usvojena je tzv. Studenička deklaracija čiji je autor Atanasije Jeftić. Njome se kritiziraju euvropske integracije i europska kultura u cjelini, a oni koji se zalažu za Europu se nazivaju euroslinavcima. Tih godina jačaju neke ekstremističke grupacije, kao što je Otačastveni pokret Obraz, koje se u svom djelovanju pozivaju na crkvu, a od kojih se crkva ne ograđuje.
Odnosi između crnogorskog mitropolita Amfilohija i vlasti Crne Gore su bivali sve hladniji zbog njihovog opredjeljenja za nezavisnost. Uoči referenduma o neovisnosti Crne Gore 2006. godine, Amfilohije je na novosadskoj televiziji o crnogorskom državnom projektu izjavio: “Ne pravi se pita od onoga.”
Srpska pravoslavna crkva se zalaže s rehabilitaciju četničkog pokreta. Pored toga, pokušava se i rehabilitacija srpskih kolaboracionista iz Drugog svjetskog rata Dimitrija Ljotića i Milana Nedića. 9. svibnja 2009. u Sabornoj crkvi u Beogradu je održana misa zadušnica Milanu Nediću, Dimitriju Ljotiću i njihovim pristašama.
Uoči (kasnije otkazane) beogradske povorke ponosa 2009. godine, mitropolit Srpske pravoslavne crkve, Amfilohije Radović, izjavio je da je Povorka ponosa – povorka srama i povorka Sodome i Gomore, nazvavši homoseksualnu ljubav jalovom i rekavši da „drvo koje ploda ne rađa siječe se i u oganj baca“. Ovu izjavu, koja je kasnije prihvaćena kao službeni stav Crkve, osudilo je nekoliko nevladinih organizacija.

## Kritike djelovanja
Kritičari ocjenjuju da je posljednjih godina odnos Srpske pravoslavne crkve prema ostatku kršćanskog svijeta sve više sektaški i da SPC vodi politiku izolacionizma. Na čitavu Katoličku Crkvu se gleda isključivo kroz NDH, Pavelića, pokolje i sabirni logor Jasenovac. Odnos prema pravoslavnoj Vaseljenskoj patrijaršiji je također loš zbog toga što se SPC protivi njenom ekumenskom opredjeljenju.
Izvješće Helsinškog odbora za ljudska prava ocjenjuje da Srpska pravoslavna crkva zanemaruje univerzalne poruke Evanđelja, klizeći u nacionalizam, i da su dva glavna obilježja njezinog djelovanja antikomunizam i filetizam, kojima pokušava ostvariti „čišćenje“ srpskog nacionalnog identiteta od posljedica komunističke ideologije.
Pojava nacionalizma u crkvi je postala predmet kritike ne samo laičke javnosti, već i pojedinih episkopa SPC, koji ovakvo djelovanje ocjenjuju kao „gradnju građevine raskolničkog duha“. Vladika Grigorije podsjeća da skrivanje iza ideje srpstva, svetosavlja i „čuvarke narodnog bića“, pokazuje „nespremnost i nesposobnost za pastirske izazove vremena“, odnosno „nesposobnost da budemo Crkva“.
Srpsku pravoslavnu crkvu danas mnogi kritiziraju i zbog ne spominjanja srpskih ratnih zločina, a posebno jer još uvijek nema javnog pokajanja za genocid u Srebrenici.

## Vanjske poveznice
- Srpska pravoslavna crkva i novi srpski identitet  Arhivirana inačica izvorne stranice od 21. studenoga 2008. (Wayback Machine)
- MILORAD TOMANIĆ, SRPSKA CRKVA U RATU I RATOVI U NJOJ
- Filozofsko-teološki izvori antievropskog i antizapadnog diskursa u SPC
- Mirko Đorđević, O sprezi pravoslavne crkve sa strukturama političke moći[neaktivna poveznica]
- Slobodan Marković, Crkva i politika  Arhivirana inačica izvorne stranice od 11. svibnja 2011. (Wayback Machine)
- Kritika klerikalizacije Srbije  Arhivirana inačica izvorne stranice od 4. srpnja 2010. (Wayback Machine) (zbornik radova)
- SPC u agresiji na R BiH  Arhivirana inačica izvorne stranice od 31. siječnja 2010. (Wayback Machine)
- Zašto Tadić sjedi u Sinodu SPC?
- Glas Koncila: Jubilarni broj »Pravoslavlja« u kontekstu hrvatsko-srpskih odnosa